# Anto Grgić
 Anto Grgić (Schlieren, Suiza, 28 de noviembre de 1996) es un futbolista suizo. Juega de centrocampista y su equipo es el F. C. Lugano.

## Clubes
| Club                     | País     | Año       | Partidos | Goles |
| ------------------------ | -------- | --------- | -------- | ----- |
| F. C. Zürich             | Suiza    | 2015-2016 | 30       | 5     |
| VfB Stuttgart            | Alemania | 2016-2019 | 16       | 0     |
| →F. C. Sion (a préstamo) | Suiza    | 2018-2019 | 36       | 6     |
| F. C. Sion               | Suiza    | 2019-2023 | 144      | 24    |
| F. C. Lugano             | Suiza    | 2023-     | 87       | 10    |

## Palmarés

### Campeonatos nacionales
| Título        | Club         | País  | Año     |
| ------------- | ------------ | ----- | ------- |
| Copa de Suiza | F. C. Zürich | Suiza | 2015-16 |